# Danzhaolu (sockenhuvudort i Kina, Hubei Sheng, lat 32,55, long 111,53)
Danzhaolu (kinesiska: 丹赵路, 丹赵路街道) är en sockenhuvudort i Kina. Den ligger i provinsen Hubei, i den centrala delen av landet, omkring 340 kilometer nordväst om provinshuvudstaden Wuhan. Antalet invånare är 39 091. Befolkningen består av 19 763 kvinnor och 19 328 män. Barn under 15 år utgör 15,0 %, vuxna 15-64 år 79 %, och äldre över 65 år 5,0 %.
Runt Danzhaolu är det tätbefolkat, med 331 invånare per kvadratkilometer. Närmaste större samhälle är Danjiangkou, 2,1 km sydväst om Danzhaolu. Trakten runt Danzhaolu består till största delen av jordbruksmark.
Genomsnittlig årsnederbörd är 858 millimeter. Den regnigaste månaden är augusti, med i genomsnitt 142 mm nederbörd, och den torraste är januari, med 8 mm nederbörd.